# Liste der Naturdenkmäler in Deutschnofen
Die Liste der Naturdenkmäler in Deutschnofen (italienisch Nova Ponente) enthält die sechs als Naturdenkmal ausgewiesenen Objekte auf dem Gebiet der Gemeinde Deutschnofen in Südtirol.
Basis ist das im Internet einsehbare offizielle Verzeichnis der Naturdenkmäler in Südtirol (Stand: 23. Januar 2015). Dabei kann es sich um botanische, geologische oder hydrologische Naturdenkmäler handeln. Die Reihenfolge in dieser Liste orientiert sich an der ID, alternativ ist sie auch nach dem Namen sortierbar.

## Liste
| Foto |                 | Name                                          | Standort                     | Beschreibung                                  |
| ---- | --------------- | --------------------------------------------- | ---------------------------- | --------------------------------------------- |
| BW   | Datei hochladen | Geologischer Aufschluss Wölflhof ID: 016__G02 | 46° 25′ 33″ N, 11° 24′ 24″ O | Geologisches Naturdenkmal: Gesteinsschichtung |
| BW   | Datei hochladen | Brantental-Schlucht ID: 016__G03              | 46° 24′ 36″ N, 11° 23′ 12″ O | Geologisches Naturdenkmal: Schlucht           |
| BW   | Datei hochladen | Tannenmoos-Weiher ID: 016__G04                | 46° 25′ 43″ N, 11° 22′ 22″ O | Hydrologisches Naturdenkmal: Tümpel           |
| BW   | Datei hochladen | Dorfersam ID: 016__G05                        | 46° 24′ 14″ N, 11° 31′ 56″ O | Hydrologisches Naturdenkmal: Feuchtgebiet     |
| BW   | Datei hochladen | Buckelwiesen Durabühl ID: 016__G06            | 46° 22′ 35″ N, 11° 30′ 58″ O | Geologisches Naturdenkmal: Buckelwiese        |
| BW   | Datei hochladen | Geroldquelle ID: 016__G07                     | 46° 23′ 16″ N, 11° 31′ 46″ O | Hydrologisches Naturdenkmal: Quelle           |

| Foto: | Fotografie des Naturdenkmals. Klicken des Fotos erzeugt eine vergrößerte Ansicht. Daneben finden sich zwei Symbole: |
| ID    | Identifikator bei der Abteilung Natur, Landschaft und Raumentwicklung der Südtiroler Landesverwaltung               |